# Gilocourt
Gilocourt és un municipi francès, situat al departament de l'Oise i a la regió dels Alts de França. L'any 2007 tenia 593 habitants.

## Demografia

### Població
El 2007 la població de fet de Gilocourt era de 593 persones. Hi havia 213 famílies de les quals 44 eren unipersonals (20 homes vivint sols i 24 dones vivint soles), 59 parelles sense fills, 98 parelles amb fills i 12 famílies monoparentals amb fills.
La població ha evolucionat segons el següent gràfic:
Habitants censats

### Habitatges
El 2007 hi havia 254 habitatges, 215 eren l'habitatge principal de la família, 20 eren segones residències i 19 estaven desocupats. 245 eren cases i 9 eren apartaments. Dels 215 habitatges principals, 190 estaven ocupats pels seus propietaris, 22 estaven llogats i ocupats pels llogaters i 4 estaven cedits a títol gratuït; 13 tenien dues cambres, 31 en tenien tres, 45 en tenien quatre i 127 en tenien cinc o més. 178 habitatges disposaven pel capbaix d'una plaça de pàrquing. A 78 habitatges hi havia un automòbil i a 125 n'hi havia dos o més.

### Piràmide de població
La piràmide de població per edats i sexe el 2009 era:
| Homes | Edats   | Dones |
| ----- | ------- | ----- |
| 0     | 95 o +  | 0     |
| 0     | 90 a 94 | 4     |
| 0     | 85 a 89 | 4     |
| 0     | 80 a 84 | 0     |
| 4     | 75 a 79 | 12    |
| 4     | 70 a 74 | 8     |
| 16    | 65 a 69 | 12    |
| 8     | 60 a 64 | 20    |
| 0     | 55 a 59 | 0     |
| 0     | 50 a 54 | 0     |
| 36    | 45 a 49 | 28    |
| 40    | 40 a 44 | 32    |
| 16    | 35 a 39 | 28    |
| 24    | 30 a 34 | 24    |
| 28    | 25 a 29 | 16    |
| 24    | 20 a 24 | 16    |
| 28    | 15 a 19 | 56    |
| 8     | 10 a 14 | 0     |
| 4     | 5 a 9   | 8     |
| 16    | 0 a 4   | 20    |

## Economia
El 2007 la població en edat de treballar era de 390 persones, 305 eren actives i 85 eren inactives. De les 305 persones actives 282 estaven ocupades (150 homes i 132 dones) i 24 estaven aturades (12 homes i 12 dones). De les 85 persones inactives 31 estaven jubilades, 26 estaven estudiant i 28 estaven classificades com a «altres inactius».

### Ingressos
El 2009 a Gilocourt hi havia 216 unitats fiscals que integraven 602,5 persones, la mediana anual d'ingressos fiscals per persona era de 19.526 €.

### Activitats econòmiques
Dels 29 establiments que hi havia el 2007, 7 eren d'empreses de fabricació d'altres productes industrials, 2 d'empreses de construcció, 9 d'empreses de comerç i reparació d'automòbils, 2 d'empreses de transport, 1 d'una empresa d'informació i comunicació, 3 d'empreses immobiliàries, 4 d'empreses de serveis i 1 d'una empresa classificada com a «altres activitats de serveis».
Dels 6 establiments de servei als particulars que hi havia el 2009, 3 eren tallers de reparació d'automòbils i de material agrícola, 1 paleta, 1 electricista i 1 perruqueria.
Dels 6 establiments comercials que hi havia el 2009, 1 era una gran superfície de material de bricolatge, 2 sabateries, 1 una botiga d'electrodomèstics, 1 una botiga de mobles i 1 una joieria.
L'any 2000 a Gilocourt hi havia 3 explotacions agrícoles.

## Equipaments sanitaris i escolars
El 2009 hi havia una escola elemental integrada dins d'un grup escolar amb les comunes properes formant una escola dispersa.

## Poblacions més properes
El següent diagrama mostra les poblacions més properes.